# Reichenau im Mühlkreis
Reichenau im Mühlkreis è un comune austriaco di 1 281 abitanti nel distretto di Urfahr-Umgebung, in Alta Austria; ha lo status di comune mercato (Marktgemeinde).